# Copa do Mundo FIFA de 2022 – Grupo H
O Grupo H da Copa do Mundo FIFA 2022 aconteceu de 24 de novembro a 2 de dezembro de 2022. O grupo é formado por Portugal, Gana, Uruguai e Coreia do Sul. As duas melhores equipes avançam para as oitavas de final.

## Equipes
| Inscrição             | Equipe        | Confederação | Método de qualificação    | Data de qualificação   | Aparições em Copas | Última participação | Melhor resultado        | Ranking da FIFA |
| Inscrição             | Equipe        | Confederação | Método de qualificação    | Data de qualificação   | Aparições em Copas | Última participação | Melhor resultado        | março de 2022.  |
| --------------------- | ------------- | ------------ | ------------------------- | ---------------------- | ------------------ | ------------------- | ----------------------- | --------------- |
| H 1 (cabeça-de-chave) | Portugal      | UEFA         | Vencedor da repescagem C  | 29 de março de 2022    | 8                  | 2018                | Terceiro lugar (1966)   | 8°              |
| H2                    | Gana          | CAF          | Vencedor do grupo C       | 29 de março de 2022    | 4                  | 2014                | Quartas de final (2010) | 60º             |
| H3                    | Uruguai       | CONMEBOL     | 3º colocado da fase única | 24 de março de 2022    | 14                 | 2018                | Campeão (1930, 1950)    | 13°             |
| H4                    | Coreia do Sul | AFC          | 2º colocado do grupo A    | 1 de fevereiro de 2022 | 11                 | 2018                | Quarto lugar (2002)     | 29°             |

## Encontros anteriores em Copas do Mundo
- Portugal × Gana:
  - 2014, fase de grupos: Portugal 2–1 Gana
- Uruguai × Coreia do Sul:
  - 1990, fase de grupos: Coreia do Sul 0–1 Uruguai
  - 2010, oitavas de final: Uruguai 2–1 Coreia do Sul
- Portugal × Uruguai:
  - 2018, oitavas de final: Uruguai 2–1 Portugal
- Coreia do Sul × Gana: Nenhum encontro
- Coreia do Sul × Portugal:
  - 2002, fase de grupos: Portugal 0–1 Coreia do Sul
- Gana × Uruguai:
  - 2010, quartas de final: Uruguai 1(4)–1(2) Gana

## Classificação
| Pos | Equipe        | Pts | J | V | E | D | GP | GC | SG | Classificado      |
| --- | ------------- | --- | - | - | - | - | -- | -- | -- | ----------------- |
| 1   | Portugal      | 6   | 3 | 2 | 0 | 1 | 6  | 4  | +2 | Fase eliminatória |
| 2   | Coreia do Sul | 4   | 3 | 1 | 1 | 1 | 4  | 4  | 0  | Fase eliminatória |
| 3   | Uruguai       | 4   | 3 | 1 | 1 | 1 | 2  | 2  | 0  | Eliminado         |
| 4   | Gana          | 3   | 3 | 1 | 0 | 2 | 5  | 7  | −2 | Eliminado         |

## Partidas
Todas as partidas seguem o fuso horário UTC+3.

### Uruguai × Coreia do Sul
| 24 de novembro | Uruguai | 0 – 0     | Coreia do Sul | Estádio da Cidade da Educação, Al Rayyan    |
| 16:00          |         | Relatório |               | Público: 41 663 Árbitro: FRA Clément Turpin |

| Uruguai | Coreia do Sul |

| GK             | 23 | Sergio Rochet          |
| RB             | 22 | Martín Cáceres 57'     |
| CB             | 3  | Diego Godín            |
| CB             | 2  | José Giménez           |
| LB             | 16 | Mathías Olivera 78'    |
| CM             | 15 | Federico Valverde      |
| CM             | 5  | Matías Vecino 78'      |
| CM             | 6  | Rodrigo Bentancur      |
| RF             | 8  | Facundo Pellistri 88'  |
| CF             | 9  | Luis Suárez 64'        |
| LF             | 11 | Darwin Núñez           |
| Substituições: |    |                        |
| FW             | 21 | Edinson Cavani 64'     |
| MF             | 7  | Nicolás de la Cruz 78' |
| DF             | 17 | Matías Viña 78'        |
| DF             | 13 | Guillermo Varela 88'   |
| Treinador:     |    |                        |
| Diego Alonso   |    |                        |

| GK             | 1  | Kim Seung-gyu        |
| RB             | 15 | Kim Moon-hwan        |
| CB             | 4  | Kim Min-jae          |
| CB             | 19 | Kim Young-gwon       |
| LB             | 3  | Kim Jin-su           |
| CM             | 6  | Hwang In-beom        |
| CM             | 5  | Jung Woo-young       |
| RW             | 17 | Na Sang-ho 74'       |
| AM             | 10 | Lee Jae-sung 74'     |
| LW             | 7  | Son Heung-min        |
| CF             | 16 | Hwang Ui-jo 74'      |
| Substituições: |    |                      |
| FW             | 9  | Cho Gue-sung 88' 74' |
| MF             | 18 | Lee Kang-in 74'      |
| MF             | 13 | Son Jun-ho 74'       |
| Treinador:     |    |                      |
| Paulo Bento    |    |                      |

| Homem do Jogo: Federico Valverde Bandeirinhas: Nicolas Danos Cyril Gringore Quarto árbitro: István Kovács Quinto árbitro: Vasile Marinescu Árbitro assistente de vídeo: Jérôme Brisard Árbitros assistentes de árbitro de vídeo: Benoît Millot Djibril Camara Redouane Jiyed Rafael Foltyn |

### Portugal × Gana
| 24 de novembro | Portugal                                                       | 3 – 2     | Gana                     | Estádio 974, Doha                          |
| 19:00          | Cristiano Ronaldo 65' (pen) · João Félix 78' · Rafael Leão 80' | Relatório | A. Ayew 73' · Bukari 89' | Público: 42 662 Árbitro: USA Ismail Elfath |

| Portugal | Gana |

| GK              | 22 | Diogo Costa           |
| RB              | 20 | João Cancelo          |
| CB              | 4  | Rúben Dias            |
| CB              | 13 | Danilo Pereira 90+1'  |
| LB              | 5  | Raphaël Guerreiro     |
| DM              | 18 | Rúben Neves 77'       |
| CM              | 8  | Bruno Fernandes 90+5' |
| CM              | 25 | Otávio 56'            |
| AM              | 10 | Bernardo Silva 88'    |
| CF              | 11 | João Félix 88'        |
| CF              | 7  | Cristiano Ronaldo 88' |
| Substituições:  |    |                       |
| MF              | 14 | William Carvalho 56'  |
| FW              | 15 | Rafael Leão 77'       |
| MF              | 6  | João Palhinha 88'     |
| FW              | 26 | Gonçalo Ramos 88'     |
| MF              | 17 | João Mário 88'        |
| Treinador:      |    |                       |
| Fernando Santos |    |                       |

| GK             | 1  | Lawrence Ati-Zigi        |
| CB             | 18 | Daniel Amartey           |
| CB             | 23 | Alexander Djiku          |
| CB             | 4  | Mohammed Salisu 90+2'    |
| RWB            | 26 | Alidu Seidu 57' 66'      |
| LWB            | 17 | Baba Rahman              |
| CM             | 5  | Thomas Partey            |
| CM             | 20 | Mohammed Kudus 45' 77'   |
| CM             | 21 | Salis Abdul Samed 90+2'  |
| CF             | 10 | André Ayew 49' 77'       |
| CF             | 19 | Iñaki Williams 90+1'     |
| Substituições: |    |                          |
| DF             | 2  | Tariq Lamptey 66'        |
| MF             | 11 | Osman Bukari 77'         |
| FW             | 9  | Jordan Ayew 77'          |
| FW             | 25 | Antoine Semenyo 90+2'    |
| MF             | 8  | Daniel-Kofi Kyereh 90+2' |
| Treinador:     |    |                          |
| Otto Addo      |    |                          |

| Homem do Jogo: Cristiano Ronaldo Bandeirinhas: Kyle Atkins Corey Parker Quarto árbitro: Stéphanie Frappart Quinto árbitro: Karen Díaz Medina Árbitro assistente de vídeo: Armando Villarreal Árbitros assistentes de árbitro de vídeo: Drew Fischer Alessandro Giallatini Shaun Evans Elvis Noupue |

### Coreia do Sul × Gana
As duas equipes se enfrentaram oito vezes, mais recentemente em 2014, um amistoso que Gana venceu por 4-0.
| 28 de novembro | Coreia do Sul         | 2 – 3     | Gana                        | Estádio da Cidade da Educação, Al Rayyan    |
| 16:00          | Cho Gue-sung 58', 61' | Relatório | Salisu 24' · Kudus 34', 68' | Público: 43 983 Árbitro: ENG Anthony Taylor |

| Coreia do Sul | Gana |

| GK             | 1  | Kim Seung-gyu          |
| RB             | 15 | Kim Moon-hwan          |
| CB             | 4  | Kim Min-jae 90+2'      |
| CB             | 19 | Kim Young-gwon 77'     |
| LB             | 3  | Kim Jin-su             |
| CM             | 6  | Hwang In-beom          |
| CM             | 5  | Jung Woo-young 27' 78' |
| RW             | 22 | Kwon Chang-hoon 57'    |
| AM             | 25 | Jeong Woo-yeong 46'    |
| LW             | 7  | Son Heung-min          |
| CF             | 9  | Cho Gue-sung           |
| Substituições: |    |                        |
| MF             | 17 | Na Sang-ho 46'         |
| MF             | 18 | Lee Kang-in 57'        |
| FW             | 16 | Hwang Ui-jo 78'        |
| DF             | 20 | Kwon Kyung-won 90+2'   |
| Treinador:     |    |                        |
| Paulo Bento    |    |                        |

| GK             | 1  | Lawrence Ati-Zigi      |
| RB             | 2  | Tariq Lamptey 73' 78'  |
| CB             | 18 | Daniel Amartey 21'     |
| CB             | 4  | Mohammed Salisu        |
| LB             | 14 | Gideon Mensah 88'      |
| DM             | 21 | Salis Abdul Samed      |
| CM             | 5  | Thomas Partey          |
| CM             | 20 | Mohammed Kudus 83'     |
| RF             | 10 | André Ayew 78'         |
| CF             | 19 | Iñaki Williams         |
| LF             | 9  | Jordan Ayew 78'        |
| Substituições: |    |                        |
| MF             | 8  | Daniel-Kofi Kyereh 78' |
| DF             | 3  | Denis Odoi 78'         |
| MF             | 22 | Kamaldeen Sulemana 78' |
| DF             | 23 | Alexander Dijku 83'    |
| DF             | 17 | Baba Rahman 88'        |
| Treinador:     |    |                        |
| Otto Addo      |    |                        |

| Homem do Jogo: Mohammed Kudus Bandeirinhas: Gary Beswick Adam Nunn Quarto árbitro: Kevin Ortega Quinto árbitro: Michael Orué Árbitro assistente de vídeo: Tomasz Kwiatkowski Árbitros assistentes de árbitro de vídeo: Alejandro Hernández Hernández Kyle Atkins Ricardo de Burgos Bengoetxea Corey Parker |

### Portugal × Uruguai
| 28 de novembro | Portugal                         | 2 – 0     | Uruguai | Estádio Nacional Lusail, Lusail              |
| 22:00          | Bruno Fernandes 54', 90+3' (pen) | Relatório |         | Público: 88 668 Árbitro: IRN Alireza Faghani |

| Portugal | Uruguai |

| GK              | 22 | Diogo Costa       |     |     |
| RB              | 20 | João Cancelo      |     |     |
| CB              | 4  | Rúben Dias        | 89' |     |
| CB              | 3  | Pepe              |     |     |
| LB              | 19 | Nuno Mendes       |     | 42' |
| DM              | 18 | Rúben Neves       | 38' | 69' |
| CM              | 10 | Bernardo Silva    |     |     |
| CM              | 14 | William Carvalho  |     | 82' |
| AM              | 8  | Bruno Fernandes   |     |     |
| CF              | 7  | Cristiano Ronaldo |     | 82' |
| CF              | 11 | João Félix        | 77' | 82' |
| Substituições:  |    |                   |     |     |
| DF              | 5  | Raphaël Guerreiro |     | 42' |
| FW              | 15 | Rafael Leão       |     | 69' |
| MF              | 23 | Matheus Nunes     |     | 82' |
| FW              | 26 | Gonçalo Ramos     |     | 82' |
| MF              | 6  | João Palhinha     |     | 82' |
| Treinador:      |    |                   |     |     |
| Fernando Santos |    |                   |     |     |

| GK             | 23 | Sergio Rochet          |     |     |
| CB             | 2  | José Giménez           |     |     |
| CB             | 3  | Diego Godín            |     | 62' |
| CB             | 19 | Sebastián Coates       |     |     |
| DM             | 6  | Rodrigo Bentancur      | 6'  |     |
| CM             | 15 | Federico Valverde      |     |     |
| CM             | 5  | Matías Vecino          |     | 62' |
| RW             | 13 | Guillermo Varela       |     |     |
| LW             | 16 | Mathías Olivera        | 44' | 86' |
| CF             | 11 | Darwin Núñez           |     | 72' |
| CF             | 21 | Edinson Cavani         |     | 72' |
| Substituições: |    |                        |     |     |
| FW             | 8  | Facundo Pellistri      |     | 62' |
| MF             | 10 | Giorgian de Arrascaeta |     | 62' |
| FW             | 18 | Maxi Gómez             |     | 72' |
| FW             | 9  | Luis Suárez            |     | 72' |
| DF             | 17 | Matías Viña            |     | 86' |
| Treinador:     |    |                        |     |     |
| Diego Alonso   |    |                        |     |     |

| Homem do Jogo: Bruno Fernandes Bandeirinhas: Mohammadreza Mansouri Mohammadreza Abolfazli Quarto árbitro: Abdulrahman Al-Jassim Quinto árbitro: Saud Al-Maqaleh Árbitro assistente de vídeo: Abdulla Al-Marri Árbitros assistentes de árbitro de vídeo: Shaun Evans Anton Shchetinin Rédouane Jiyed Ashley Beecham |

### Gana × Uruguai
| 2 de dezembro | Gana | 0 – 2     | Uruguai                | Estádio Al Janoub, Al Wakrah                |
| 18:00         |      | Relatório | De Arrascaeta 26', 32' | Público: 43 443 Árbitro: GER Daniel Siebert |

| Gana | Uruguai |

| GK             | 1  | Lawrence Ati-Zigi           |
| RB             | 26 | Alidu Seidu 90+9'           |
| CB             | 18 | Daniel Amartey              |
| CB             | 4  | Mohammed Salisu             |
| LB             | 17 | Baba Rahman                 |
| CM             | 5  | Thomas Partey               |
| CM             | 21 | Salis Abdul Samed 72'       |
| RW             | 20 | Mohammed Kudus 90+8'        |
| AM             | 10 | André Ayew 46'              |
| LW             | 9  | Jordan Ayew 46'             |
| CF             | 19 | Iñaki Williams 72'          |
| Substituições: |    |                             |
| MF             | 22 | Kamaldeen Sulemana 86' 46'  |
| FW             | 11 | Osman Bukari 46'            |
| MF             | 8  | Daniel-Kofi Kyereh 72'      |
| FW             | 25 | Antoine Semenyo 72'         |
| MF             | 7  | Abdul Fatawu Issahaku 90+8' |
| Treinador:     |    |                             |
| Otto Addo      |    |                             |

| GK             | 23 | Sergio Rochet              |
| RB             | 13 | Guillermo Varela           |
| CB             | 2  | José Giménez 90+10'        |
| CB             | 19 | Sebastián Coates 87'       |
| LB             | 16 | Mathías Olivera            |
| RM             | 8  | Facundo Pellistri 66'      |
| CM             | 15 | Federico Valverde          |
| CM             | 6  | Rodrigo Bentancur 35'      |
| LM             | 10 | Giorgian de Arrascaeta 80' |
| CF             | 9  | Luis Suárez 60' 66'        |
| CF             | 11 | Darwin Núñez 19' 80'       |
| Substituições: |    |                            |
| MF             | 5  | Matías Vecino 35'          |
| MF             | 7  | Nicolás de la Cruz 66'     |
| FW             | 21 | Edinson Cavani 90+10' 66'  |
| FW             | 18 | Maxi Gómez 80'             |
| FW             | 24 | Agustín Canobbio 80'       |
| Treinador:     |    |                            |
| Diego Alonso   |    |                            |

| Homem do Jogo: Giorgian de Arrascaeta Bandeirinhas: Jan Seidel Rafael Foltyn Quarto árbitro: Yoshimi Yamashita Quinto árbitro: Vasile Marinescu Árbitro assistente de vídeo: Bastian Dankert Árbitros assistentes de árbitro de vídeo: Pol van Boekel Ciro Carbone Paolo Valeri Alessandro Giallatini |

### Coreia do Sul × Portugal
| 2 de dezembro | Coreia do Sul                             | 2 – 1     | Portugal | Estádio da Cidade da Educação, Al Rayyan   |
| 18:00         | Kim Young-gwon 27' · Hwang Hee-chan 90+1' | Relatório | Horta 5' | Público: 44 097 Árbitro: ARG Facundo Tello |

| Coréia do Sul | Portugal |

| GK             | 1  | Kim Seung-gyu            |
| RB             | 15 | Kim Moon-hwan            |
| CB             | 20 | Kwon Kyung-won           |
| CB             | 19 | Kim Young-gwon 81'       |
| LB             | 3  | Kim Jin-su               |
| CM             | 5  | Jung Woo-young           |
| CM             | 6  | Hwang In-beom            |
| RW             | 18 | Lee Kang-in 36' 81'      |
| AM             | 10 | Lee Jae-sung 66'         |
| LW             | 7  | Son Heung-min            |
| CF             | 9  | Cho Gue-sung 90+3'       |
| Substituições: |    |                          |
| FW             | 11 | Hwang Hee-chan 90+2' 66' |
| FW             | 16 | Hwang Ui-jo 81'          |
| MF             | 13 | Son Jun-ho 81'           |
| DF             | 24 | Cho Yu-min 90+3'         |
| Treinador:     |    |                          |
| Paulo Bento    |    |                          |

| GK              | 22 | Diogo Costa           |
| RB              | 2  | Diogo Dalot           |
| CB              | 3  | Pepe                  |
| CB              | 24 | António Silva         |
| LB              | 20 | João Cancelo          |
| DM              | 18 | Rúben Neves 65'       |
| CM              | 23 | Matheus Nunes 65'     |
| CM              | 16 | Vitinha 81'           |
| RF              | 17 | João Mário 81'        |
| CF              | 7  | Cristiano Ronaldo 65' |
| LF              | 21 | Ricardo Horta         |
| Substituições:  |    |                       |
| MF              | 6  | João Palhinha 65'     |
| FW              | 15 | Rafael Leão 65'       |
| FW              | 9  | André Silva 65'       |
| MF              | 10 | Bernardo Silva 81'    |
| MF              | 14 | William Carvalho 81'  |
| Treinador:      |    |                       |
| Fernando Santos |    |                       |

| Homem do Jogo: Hwang Hee-chan Bandeirinhas: Ezequiel Brailovsky Gabriel Chade Quarto árbitro: Maguette N'Diaye Quinto árbitro: Djibril Camara Árbitro assistente de vídeo: Nicolas Gallo Árbitros assistentes de árbitro de vídeo: Juan Soto Bruno Boschilia Armando Villarreal Bruno Pires |

## Disciplina
Os pontos de fair play serão usados como critério de desempate se os registros gerais e de confronto direto das equipes estiverem empatados. Estes são calculados com base nos cartões amarelos e vermelhos recebidos em todas as partidas do grupo da seguinte forma:
- primeiro cartão amarelo: menos 1 ponto;
- cartão vermelho indireto (segundo cartão amarelo): menos 3 pontos;
- cartão vermelho direto: menos 4 pontos;
- cartão amarelo e cartão vermelho direto: menos 5 pontos;

Apenas uma das deduções acima pode ser aplicada a um jogador em uma única partida.
| Seleções      | Jogo 1                          | Jogo 1                            | Jogo 1  | Jogo 1               | Jogo 2                              | Jogo 2                            | Jogo 2  | Jogo 2               | Jogo 3                                 | Jogo 3                            | Jogo 3  | Jogo 3               | Pontos |
| Seleções      | Penalizado com cartão amarelo   | Penalizado · Penalizado · Expulso | Expulso | Penalizado · Expulso | Penalizado com cartão amarelo       | Penalizado · Penalizado · Expulso | Expulso | Penalizado · Expulso | Penalizado com cartão amarelo          | Penalizado · Penalizado · Expulso | Expulso | Penalizado · Expulso | Pontos |
| ------------- | ------------------------------- | --------------------------------- | ------- | -------------------- | ----------------------------------- | --------------------------------- | ------- | -------------------- | -------------------------------------- | --------------------------------- | ------- | -------------------- | ------ |
| Portugal      | Danilo Pereira, Bruno Fernandes |                                   |         |                      | Rúben Dias, Rúben Neves, João Félix |                                   |         |                      |                                        |                                   |         |                      | –5     |
| Gana          | Ayew, Kudus, Seidu, Williams    |                                   |         |                      | Amartey, Lamptey                    |                                   |         |                      | Seidu, Sulemana                        |                                   |         |                      | –8     |
| Uruguai       | Cáceres                         |                                   |         |                      | Bentancur, Oliveira                 |                                   |         |                      | Giménez, Núñez, Cavani, Coates, Suárez |                                   |         |                      | –8     |
| Coreia do Sul | Gue-sung                        |                                   |         |                      | Young-gwon, Woo-young               |                                   |         |                      | Kang-in, Hee-chan                      |                                   |         |                      | –5     |